# Ecteinascidia
Ecteinascidia is een geslacht uit de familie Perophoridae en de orde Phlebobranchia uit de klasse der zakpijpen (Ascidiacea).

## Soorten
- Ecteinascidia aequale Monniot C., 1987
- Ecteinascidia aranea Monniot F., 2016
- Ecteinascidia bandaensis Millar, 1975
- Ecteinascidia bombayensis Das, 1939
- Ecteinascidia conklini Berrill, 1932
- Ecteinascidia diaphanis Sluiter, 1886
- Ecteinascidia diligens Sluiter, 1900
- Ecteinascidia faaopa Monniot C. & Monniot F., 1987
- Ecteinascidia flora Kott, 1952
- Ecteinascidia garstangi Sluiter, 1898
- Ecteinascidia hedwigiae Michaelsen, 1918
- Ecteinascidia herdmani (Lahille, 1890)
- Ecteinascidia imperfecta Tokioka, 1950
- Ecteinascidia jacerens Tokioka, 1954
- Ecteinascidia krishnani Renganathan & Krishnaswamy, 1985
- Ecteinascidia longiducta Monniot C., 1978
- Ecteinascidia maxima Kott, 1985
- Ecteinascidia minuta Berrill, 1932
- Ecteinascidia modesta Monniot C., Monniot F., Griffiths & Schleyer, 2001
- Ecteinascidia nexa Sluiter, 1904
- Ecteinascidia psammodes Sluiter, 1895
- Ecteinascidia remanea Monniot F. & Monniot C., 2001
- Ecteinascidia rubricollis Sluiter, 1886
- Ecteinascidia sluiteri Herdman, 1906
- Ecteinascidia styeloides (Traustedt, 1882)
- Ecteinascidia thurstoni Herdman, 1890
- Ecteinascidia turbinata Herdman, 1880
- Ecteinascidia venui Meenakshi, 2000
- Ecteinascidia vitta Monniot C., 1992

Niet geaccepteerde soorten:
- Ecteinascidia albeola (Lesueur, 1823) → Ecteinascidia conklini Berrill, 1932
- Ecteinascidia crassa Herdman, 1880 → Rhopalaea crassa (Herdman, 1880)
- Ecteinascidia euphues Sluiter, 1904 → Perophora multiclathrata (Sluiter, 1904)
- Ecteinascidia formosana Oka, 1931 → Perophora multiclathrata (Sluiter, 1904)
- Ecteinascidia fusca Herdman, 1880 → Rhopalaea crassa (Herdman, 1880)
- Ecteinascidia hataii Tokioka, 1950 → Ecteinascidia diaphanis Sluiter, 1886
- Ecteinascidia koumaci Monniot C., 1987 → Ecteinascidia rubricollis Sluiter, 1886
- Ecteinascidia moorei Herdman, 1891 → Ecteinascidia turbinata Herdman, 1880
- Ecteinascidia multiclathrata Sluiter, 1904 → Perophora multiclathrata (Sluiter, 1904)
- Ecteinascidia ndouae Monniot C., 1991 → Ecteinascidia diaphanis Sluiter, 1886
- Ecteinascidia solida Herdman, 1906 → Rhopalaea crassa (Herdman, 1880)
- Ecteinascidia tokaraensis Tokioka, 1954 → Ecteinascidia nexa Sluiter, 1904
- Ecteinascidia tortugensis Plough & Jones, 1939 → Ecteinascidia minuta Berrill, 1932